# 스틸링 캔디
스틸링 캔디(Stealing Candy)는 미국에서 제작된 마크 L. 레스터 감독의 2002년 스릴러 영화이다. 다니엘 볼드윈 등이 주연으로 출연하였고 마크 L. 레스터 등이 제작에 참여하였다.

## 전제
이 영화는 누드 장면을 거부한 것으로 알려진 유명 할리우드 여배우를 납치한 세 명의 전과자가 유료 시청 웹사이트에 카메라 앞에서 성관계를 갖도록 설득하는 내용을 담고 있다. 결국 캔디와 사기꾼 중 한 명인 프레드가 처음부터 이 일에 관여했고, 그녀의 경력을 홍보하기 위해 모든 것을 조작했다는 사실이 드러난다. 마지막 배신으로, 그녀는 마치 그가 자신의 목숨을 위협하는 것처럼 위장하고, 경찰에 의한 살인을 감행하여 진실이 결코 밝혀지지 않도록 한다.

## 출연

### 주연
- 다니엘 볼드윈
- 쿨리오

### 조연
- 알렉스 맥아더
- 제냐 라노
- 저스틴 레스터
- 폴 프로벤자
- 윌리 M. 픽켓
- 크리스토퍼 라이델
- 에이드리언 멜처
- 줄리 세인트 클레어
- 카메론 대드도
- 제프 윈콧

## 제작진
- Line PD: 멜라니 J. 엘린
- 세트: 조지아 슈왑
- 의상: 호세 리베라
- 배역: 잔 글레저
- 배역: 제랄드 I. 울프